# 神前晓
神前晓（日语：／ Kōsaki Satoru，1974年9月16日—）日本男性作曲家、编曲家、音樂製作人。

## 基本资料
- 祖父為神前五郎（日语：神前五郎）（1919年 — 2015年），曾經擔任外科醫生及大阪大學教授。
- 所属MONACA。大阪府丰中市出身[1]。。大阪教育大学附属高级中学池田学校，京都大学工程系毕业。
- 大学时代所属于作曲团体“吉田音楽製作所”，以同人活动方式进行创作。 [2]
- 曾任职于南梦宫（现万代南梦宫娛乐）的SoundCreator，负责了《铁拳》系列、《文字大辞典》等许多作品。2005年，以“希望能参与更广泛的音乐活动”为由退出。
- 现任职于曾同为南梦宫SoundCreator一员的岡部啓一所创立的MONACA。
- 因负责动画《凉宫春日的忧郁》的BGM而广受注目，作为插曲的专辑《凉宫春日的詰合》更创下了ORICON周榜第5的好成绩。凭借着动画《幸运星》片头曲《拿去吧！水手服》创下了自己ORICON周榜第2的最高纪录。
- 自高中时代便与山本宽（原属京都动画，现为Ordet社长。动画导演，演出）结下友谊，同在京都大学动画同好会时负责了山本宽导演、自主制作的特设写实电影——《怨念战队Ressentiment》的BGM，并出演了其中PANBEE帝国COMUORO大帝这一角色。

## 主要参与作品

### 游戏
- 铁拳系列
- 文字大辞典系列
- 偶像大师系列
- 太鼓达人系列
- 凉宫春日的约定
- 幸运星 陵樱学园～樱藤祭～
- 初音未來 -Project DIVA-

### 动画
- MUNTO
  - BGM
  - 主题歌「時の壁を越えて」（作词・作曲・编曲）
- 凉宫春日的忧郁
  - BGM
  - 第一话OP主题歌「恋之实玖瑠传说|恋のミクル伝説」（作曲・编曲）
  - 插入歌「God knows...」（作曲・编曲）
  - 插入歌「Lost my music」（作曲・编曲）
  - Drama CD BGM
  - Drama CD主题歌「First Good-Bye」（作曲・编曲）
- 幸运星
  - BGM
  - OP主题歌「拿去吧!水手服|もってけ！セーラーふく」（作曲・编曲）
  - Radio OP主题歌「曖昧ネットだーりん」（作曲・编曲）
  - Radio ED主题歌|「こねらぶ☆みっしょん」（作曲・编曲）
  - 插入歌「三十路岬」（作曲・编曲）
  - 插入歌「三十路岬|夢結びの雨」（作曲・编曲）
  - 角色歌「コスって!オーマイハニー」（作曲・编曲）
  - 角色歌「悠長戦隊ダラレンジャー」（作曲・编曲）
  - 角色歌「萌え要素ってなんですか?」（编曲）
  - 角色歌「最大聖地カーニバル」（作曲・编曲）
  - ED主题歌「俺の忘れ物-完全版-」（编曲）
  - ED主题歌「かおりんのテーマ-完全版-」（编曲）
  - ED主题歌「シカイダーの唄-完全版-」（编曲）
  - ED主题歌「恋のミノル伝説」（作曲）
  - 角色歌「みんなで5じぴったん」（作曲・编曲）
  - 角色歌「ロリィタ帝国ビショージョ大帝」（作曲・编曲）
  - 角色歌「幸せ願う彼方から」（作曲・编曲）
  - 混音CD「組曲「幸运星動画」」（作曲・编曲）
  - OVA主题歌「愛をとりもどせ!!」（编曲）
  - OVA插入歌「アタックNo.1のテーマ」（编曲）
  - 角色歌「有頂天がとまらない」（作曲・编曲）
  - 插入歌「Gravity」（作词・作曲・编曲）
  - Radio OP主题歌「三十路坂」（作曲・编曲）
  - 角色歌「愛だぜ、店長!」（作曲・编曲）
  - 角色歌「えみりんのテーマ」（编曲）
  - 角色歌「蛇と蛙」（编曲）
- 《企鹅娘》
  - OP主题歌「恋爱自由少女♀」（作曲・编曲）
- 《鹡鸰女神》
  - OP主题歌「セキレイ」（作曲・编曲）
  - ED主题歌「Dear sweet heart」（作曲・编曲）
  - Radio 主题歌「たまんない! KISS OR DIE!?」（作曲・编曲）
- 《狂乱家族日记》
  - ED主题歌「THE PITFALLS workaholic mix」（编曲）
- 神薙
  - BGM
  - OP主题歌「motto☆派手にね!」（作曲・编曲）
  - ED主题歌「産巣日の時」（作曲・编曲）
  - ED主题歌「しりげやのテーマ」（作词・作曲・编曲）
  - 插入歌「イチバンボシ」（作曲・编曲）
  - 插入歌「I believe you forever」（作曲・编曲）
  - 插入歌「君とランナウェイ」（作曲・编曲）
  - 插入歌「アモーレ青春」（作曲・编曲）
  - 插入歌「ハロー大豆の歌」（编曲）
  - 插入歌「純♥愛・ジェネレーション」（作曲・编曲）
  - 插入歌「Delicateにラブ・ミー・プリーズ」（作曲・编曲）
- 《仰望天空的少女瞳孔中所映照的世界》
  - BGM
  - 插入歌「モンタローのうた」（作曲・编曲）
  - 印象歌「パラノイア」（作曲）
- 化物语
  - 偽物语
  - 猫物语（黑）
  - 物語系列 第二季
  - 伤物语（剧场版三部曲）
- 我的妹妹哪有这么可爱
- STAR DRIVER 闪亮的塔科特
- A頻道
- 放浪男孩
- 迷糊餐厅（第一季）
- 偽戀
- Wake Up, Girls!
  - Wake Up, Girls! 七人的偶像
  - Wake Up, Girls! 青春之影
  - Wake Up, Girls! Beyond the Bottom
  - Wake Up, Girls! 新章
- 地球隊長
- 怪物彈珠（第二季）
  - 怪物弹珠剧场版 前往始源之地
- 煙花
- Fate/EXTRA Last Encore
- Beastars
- 前說！
- Vivy -Fluorite Eye's Song-
- 测不准的阿波连同学
- 我們的雨色協議
- 藥師少女的獨語
- 小不點

## 外部連結
- 神前 暁 / こうさきさとる (本名)的X（前Twitter）
- MONACA/神前暁wiki （页面存档备份，存于）
- 吉田音楽製作所 （页面存档备份，存于）